# Eyjólfur Sæmundsson
Eyjólfur Sæmundsson (1087 – 1158), fue un sacerdote, erudito y goði del clan Oddaverjar en Oddi, Rangárvallasýsla al sur de Islandia. Hijo de Sæmundur fróði Sigfússon, fue mentor y educador de Torlak de Islandia a solicitud de la madre de Torlak, quien llegaría a ser el único santo oficial y patrón nacional de la isla elegido por el Althing (parlamento islandés).